# Ian Piccard
Ian Piccard (* 11. März 1968 in Les Saisies) ist ein ehemaliger französischer Skirennläufer. Seine Spezialdisziplin war der Riesenslalom. Ian ist der Bruder von Franck, John, Leila, Jeff und Ted, die ebenfalls Skirennläufer waren.

## Biografie
Seine ersten Punkte im Skiweltcup gewann Piccard am 29. November 1991 mit Rang 24 im Riesenslalom von Breckenridge. Ein Jahr später erreichte er im Riesenslalom von Kranjska Gora am 20. Dezember 1992 bereits den sechsten Platz. Insgesamt konnte sich Piccard in seiner Karriere in acht Weltcuprennen unter den schnellsten zehn platzieren, das beste Ergebnis ist ein fünfter Platz im Riesenslalom von Kranjska Gora am 5. Januar 1997. Sein letztes Weltcuprennen fuhr er am 27. Februar 1999, nahm danach aber noch bis 2005 an Französischen Meisterschaften und FIS-Rennen in Frankreich teil.
Piccard nahm in den Jahren 1994 und 1998 an Olympischen Winterspielen teil und erreichte im Riesenslalom den 17. und den elften Platz. Von 1989 bis 1999 nahm er an fünf Weltmeisterschaften teil und erreichte dabei den zwölften Platz im Riesenslalom 1993 und Platz neun im Riesenslalom 1996. 1997 und 1999 konnte er seine Läufe nicht beenden. Von 1994 bis 1997 wurde er dreimal Französischer Meister.

## Erfolge

### Olympische Winterspiele
- Lillehammer 1994: 17. Riesenslalom
- Nagano 1998: 11. Riesenslalom

### Weltmeisterschaften
- Vail 1989: 25. Riesenslalom
- Morioka-Shizukuishi 1993: 12. Riesenslalom
- Sierra Nevada 1996: 9. Riesenslalom, 38. Super-G

### Weltcup
- 8 Platzierungen unter den besten 10

### Europacup
- Saison 1993/94: 3. Super-G-Wertung

### Juniorenweltmeisterschaften
- Bad Kleinkirchheim 1986: 32. Abfahrt

### Weitere Erfolge
- Französischer Meister im Super-G 1994 und im Riesenslalom 1995 und 1997